# Банда Андреева — Новосельцева
Банда Андреева — Новосельцева — преступная группировка, действовавшая в 2000 — 2005 годах в Иркутске, Иркутской области и  Бурятии. Стала известна из-за совершения громких преступлений.

## История создания банды
Основателем банды был адвокат филиала по налоговым правонарушениям Иркутской областной коллегии адвокатов Сергей Валерьевич Андреев. В 1990-х годах он возглавлял иркутскую преступную группировку, состоявшую в основном из спортсменов. Со временем Андреев стал бизнесменом, владевшим рестораном и строительным рынком. Бизнес, а также сдача в аренду принадлежащих ему многих земельных участков в центре Иркутска приносила Андрееву легальный доход. Главарь ОПГ пытался максимально легализоваться и выйти из криминального мира. Андреев распустил свою группировку, а в 2000 году из некоторых бывших её участников начал формировать банду киллеров.
Андреев потребовал у кандидатов в киллеры пройти жёсткий экзамен — убить знакомого и замаскировать преступление под разбой. После такой проверки он обещал не только включить их в состав банды и выплатить разом четыре тысячи  долларов США, но и предоставить в дальнейшем работу, не связанную с криминалом.
Двое потенциальных киллеров, Александр Новосельцев и Андрей  Молчанов, по ошибке убили не того человека, который был внешне похож на того мужчину, которого приказал убить Андреев. Они нанесли жертве множество ножевых ранений, и, чтобы замаскировать убийство под обычный разбой, похитили шапку убитого. За это убийство Андреев выплатил бандитам по 30 тысяч рублей. Впоследствии он устроил Молчанова, Новосельцева и еще одного бандита Александра Сиднева на фиктивную работу (один из них числился гендиректором подразделения, а двое разнорабочими). Андреев платил своим «работникам» 5 тысяч рублей в месяц и пообещал выплачивать суммы денег за каждое совершенное убийство. Так была создана банда киллеров, костяк которой составляли Новосельцев, Молчанов и Сиднев.
В том же году бандиты привлекли в свою группировку еще восемь человек — жителей Иркутска Романа Мальцева, Алексея Лежнина, Сергея Лылова, Олега Москалева, Роберта Гаязова, Владимира Коловерова,  Павла Панамарчука и Олега Васютинского. Банда Андреева — Новосельцева состояла из двух «бригад», одна из которых совершала убийства по заказу Андреева, а другая, возглавляемая Новосельцевым, занималась грабежами и разбоями.

## Преступная деятельность
Банда совершала преступления почти непрерывно. Андреев сам  финансировал деятельность банды. После совершения убийства «засвеченное» оружие обычно уничтожалось.
В сентябре 2002 года бандиты совершили разбойное нападение на туристический автобус, следовавший из Иркутска в Маньчжурию (Китай). «Андреевские», одетые в форму сотрудников ГАИ, остановили на федеральной трассе автобус с туристами, и, угрожая водителю оружием, заставили его свернуть с шоссе в лесополосу. Бандиты убили двоих водителей и директора туристической фирмы, тяжело ранили одну пассажирку. «Андреевские» отобрали у пассажиров все деньги, золотые изделия и мобильные телефоны, перенесли награбленное в свой автомобиль и скрылись.
Первое громкое заказное убийство киллеры совершили в 2003 году. Андреев приказал им убить предпринимателя Вячеслава Безденежных. Какое-то время Сиднев следил за бизнесменом, а утром 4 апреля 2003 года Новосельцев, Молчанов и Сиднев устроили засаду на предпринимателя возле его дома. Когда автомобиль Безденежных при выезде со двора на проезжую часть снизил скорость, Новосельцев из автомата Калашникова расстрелял Безденежных, находившегося на заднем сиденье. Предприниматель погиб, его водитель выпрыгнул из автомобиля на ходу и чудом остался жив. Уже на следующий день каждый из киллеров получил от Андреева по 40 тысяч рублей в качестве вознаграждения за работу.
Позже Андреев приказал киллерам убить Павла Чекотова, руководителя одного из самых крупных предприятий Иркутска. Летом 2003 года Новосельцев, Сиднев и Молчанов начали собирать необходимые сведения о жертве, готовить оружие и подыскивать наиболее подходящее место для убийства.
Параллельно с этим киллеры совершили еще два убийства. 21 октября 2003 года они по заказу Андреева убили адвоката Владимира Левинсона, подкараулив его во дворе его дома. Чтобы опять замаскировать заказное убийство под разбойное нападение, Новосельцев и Молчанов убили Левинсона ножами.
19 декабря 2003 Новосельцев и Молчанов совершили убийство адвоката Евгения Стремлина.  Когда Стремлин отъезжал на своём автомобиле от офиса с водителем и охранником, киллеры, вооружённые пистолетом и револьвером, расстреляли его. Евгений Стремлин был ранен и умер в больнице, его охранник и водитель выжили.
Новосельцев через своих знакомых, работающих на предприятиях Павла Чекотова, узнал обо всех квартирах, офисах, автомобилях жертвы. Убийцы решили воспользоваться тем, что предприниматель часто посещает строительство коттеджного городка в урочище Каштак. Именно там 20 июля 2004 года Новосельцев и Молчанов расстреляли Павла Чекотова, проезжавшего на своём автомобиле. Когда сидевший за рулём Чекотов выпал из движущейся машины, убийцы его добили.
С 2002 по 2005 год бандиты совершили множество преступлений, в том числе налеты на офисы «Иркутскпромстроя», Восточно-Сибирской компании «Молоко» в Иркутске, ЗАО «Фаст–ойл» в Ангарске и хлебную базу в Мегете, проходную «Сосновгео» в посёлке Усть-Куда, помещения дистанции сигнализации станции Иркутск-Сортировочный, ОГУП «Тепличное» в посёлке Искра, столовую «Иркутскгорэлектротранса», конторы Восточно-Сибирского речного пароходства, Иркутского завода нерудных материалов и ЗАО «Усольские мясопродукты», оранжерею в Шелехове, здания Иркутского психоневрологического диспансера, кафе и станцию юных натуралистов в областном центре. При этих нападениях «андреевские» угрожали жертвам оружием, избивали их и иногда убивали. Во время одного из этих преступлений Новосельцев изнасиловал потерпевшую.
В ночь на 7 февраля 2005 года бандиты совершили разбойное нападение на сельскохозяйственную академию в Иркутске. Они убили одного охранника, тяжело ранили второго и похитили деньги, хранившихся в бухгалтерии учреждения.
Киллеры готовились убить еще двоих человек. Одной из жертв должна была стать известная предпринимательница Татьяна Казакова. Новосельцев, Молчанов и Сиднев с мая по июль 2005 года вели за ней наблюдение —  выясняли маршрут и график её передвижений по Иркутску, адреса офисов и места проживания. Убийство было уже подготовлено, но в июле 2005 года Андреев вдруг отменил приказ киллерам, сказав, что привлёк к исполнению заказа некоего снайпера. От своих киллеров он потребовал оказать снайперу содействие – поделиться необходимыми сведениями.

## Аресты, следствие и суд
В июле 2005 года сотрудниками милиции были установлены и задержаны шестеро бандитов, а затем и остальные участники группировки. Сергей Андреев скрылся и был объявлен в международный розыск.
При обыске в гаражном боксе Андреева сотрудники милиции обнаружили шесть автоматов Калашникова, самодельный пистолет-пулемёт с глушителем, гладкоствольный гранатомёт, одиннадцать пистолетов, четыре револьвера, две спортивные винтовки, четыре обреза охотничьих ружей, карабин «Сайга», более 4 тысяч патронов к этому оружию, два взрывпакета, девять ручных, противотанковых и дымовых гранат, взрывное устройство типа мины-ловушки, револьвер  для стрельбы газовыми и шумовыми патронами, трость-шпага, ножи, изготовленные из напильника и ампутационного ножа, 3 газовых револьвера, несколько пневматических пистолетов. По словам одного из сотрудников МВД, этого вооружения хватило бы на проведение войсковой операции. Кроме того, в гаражном боксе были обнаружены глушители, оптические прицелы, прибор для бесшумной и беспламенной стрельбы, бронежилеты и комплекты форменного обмундирования сотрудников милиции.
Объем уголовного дела банды Андреева — Новосельцева составил 275 томов. Всего бандитам вменялось в вину 87 эпизодов преступной деятельности, в том числе более 10 убийств и около 50 разбойных нападений. Также было доказано несколько изнасилований, совершённых бандитами. В декабре 2012 года одиннадцати участникам банды был вынесен приговор. Новосельцев был приговорён к пожизненному заключению, Лылов – к 25 годам лишения свободы в колонии строгого режима, Молчанов и Москалев – к 19 годам, Сиднев, Коловеров, Мальцев и Гаязов – к 13 годам, Лежнин – к 12. Васютинский и Панамарчук получили условные сроки – 9 и 5 лет соответственно.  Новосельцев этапирован в колонию особого режима №5 Вологодский пятак. Сергей Андреев всё ещё находится в розыске.